# Panagiotis Pikramenos
Panagiotis Pikrammenos (en griego: Παναγιώτης Πικραμμένος; 26 de julio de 1945) es un juez griego y fue primer ministro de un gobierno interino después de las elecciones legislativas de mayo de 2012, en las que ningún partido obtuvo la mayoría absoluta.

## Primeros años
Pikrammenos nació en Atenas y es el hijo de Otto Pikrammenos, oriundo de Patras y propietario de la "Sociedad de la Prensa Extranjera y Griega". El abuelo paterno de Pikrammenos fue Takis Pikrammenos, fundador de la compañía, mientras que del lado materno desciende de la antigua familia Chaireti.
Pikrammenos se graduó en la Escuela Alemana de Atenas en 1963 y de la Facultad de Derecho de la Universidad Kapodistríaca de Atenas en 1968. Hizo estudios de postgrado en la Universidad de París II y trabajó como abogado en Atenas y Londres hasta llegar a ser un relator del Consejo de Estado en 1976. Ascendió rápidamente en los rangos en el Consejo hasta que fue nombrado como su presidente en 2009. También se desempeñó como director general de la Escuela Nacional de Jueces desde 2005 hasta 2009. Además de su servicio en el Poder Judicial, Pikrammenos trabajó en una serie de comités legislativos para el Ministerio de Justicia y desde 1991 hasta 1993 fue asesor especial para asuntos judiciales del primer ministro Constantinos Mitsotakis. Poco después de haber sido nombrado como Presidente del Consejo de Estado en 2009, un artefacto explosivo fue colocado en el automóvil de Pikrammenos, por lo que la policía consideró que fue un grupo anarquista.
Como juez ha emitido decisiones importantes. En 2003, dictaminó que era inconstitucional el encarcelamiento por deudas. También ha dictaminado en los casos del Museo de la Acrópolis y del AEK Atenas (club deportivo).

## Primer ministro interino
Antes de ser nombrado primer ministro interino, Pikrammenos se desempeñó como presidente del Consejo de Estado de Grecia. El 16 de mayo de 2012 fue nombrado primer ministro interino por el presidente de la República Károlos Papoúlias. Dirigió un gobierno de tecnócratas hasta que un gobierno permanente se formó el 20 de junio de 2012, luego de las elecciones celebradas el 17 de junio. Le sucedió en el cargo el conservador Antonis Samarás, en un gobierno de coalición de Nueva Democracia, PASOK y DIMAR.

## Vice primer ministro
El 9 de julio de 2019 asumió como vice primer ministro de Grecia bajo el gobierno de Kyriakos Mitsotakis.